# Luis Sandrini Novella
Luis Sandrini Novella (Génova, 2 de noviembre de 1875 - Buenos Aires, 22 de septiembre de 1951) fue un actor de teatro y circo italiano nacionalizado argentino.

## Carrera
Casado por varias décadas con doña Rosa Lagomarsino, de profesión ama de casa, con quien tuvo a sus hijos: el primer actor argentino Luis Sandrini (1905-1980) y el también actor Eduardo Sandrini (1908-1963), quienes le dieron a sus nietos: Malvita, Sandra y Eduardo Jr. Tuvo como nueras a las actrices Chela Cordero y Malvina Pastorino.
Era un actor profesional y como tal fue el primer maestro de sus hijos. "¡Era un hombre genial, maravilloso!. Fue el Dios de nuestra infancia", evocaba Sandrini refiriéndose a su padre. Era actor de circo; trabajaba en el famoso Gran Circo Rivero y después formó la compañía Sandrini-Robles. Luego integró una compañía con los hermanos Petray.
En 1904 la familia se radica en San Pedro donde le habían ofrecido un empleo; trabajó como plomero y carpintero para poder mantener a su familia y pagar los estudios de sus hijos. Había decido dejar el teatro pues las continuas giras lo obligaban a abandonar  a su familia. Poco después de que sus hijos finalizaron sus estudios, regresaron a Buenos Aires. Ante la insistencia de sus hijos por ser actores, éste les dijo 

"Bueno, les voy a permitir que actúen, pero con una condición: si lo hacen mal, renuncian para siempre al teatro, renuncian a ser artistas. En esta profesión los malos sobran. Actores hay muchos, pero artistas muy pocos. Y yo no quiero que ustedes sean unos más en el montón. Han comprendido?".

 Luego de que ellos aceptaran el trato, dirigieron una obra y bajo la supervisión del padre montaron El laboratorio de las alucinaciones, pieza cuyo tema giraba alrededor de una intervención quirúrgica. Luisito hacía el papel del paciente y Eduardo el del médico. Don Luis advirtió entonces que sus hijos tenían talento.
Luego de que su hijo Luis hiciera el servicio militar obligatorio se mudan a una modestísima vivienda ubicada en la calle Trelles al 3000 por Villa Crespo. Fueron tiempos muy duros para la familia, casi de miseria. Luis y sus hijos deambularon durante meses en busca de trabajo. Así fue que se encargó de darle una carta de presentación a su hijo Eduardo para el gran actor Enrique de Rosas, y a su hijo Luis otra para  don Leandro Reynaldi, quien dirigida un circo Teatro de Verano, que estaba en la esquina de Asamblea y Avenida La Plata.
Falleció en Buenos Aires el 22 de septiembre de 1951, a los 75 años. Su esposa; Rosa Lagomarsino, fallecería posteriormente el 11 de mayo de 1971 a los 87 años.

## Teatro
- Trípoli  (1908).
- Música de cámara